# Helga Müller
Helga Müller es una deportista alemana que compitió para la RFA en luge. Ganó una medalla de plata en el Campeonato Mundial de Luge de 1957, en la prueba individual.

## Palmarés internacional
| Campeonato Mundial | Campeonato Mundial | Campeonato Mundial | Campeonato Mundial |
| Año                | Lugar              | Medalla            | Prueba             |
| ------------------ | ------------------ | ------------------ | ------------------ |
| 1957               | Davos (Suiza)      | Medalla de plata   | Individual         |